# Attack of the Killer Tomatoes
Attack of the Killer Tomatoes is een Amerikaanse cultfilm uit 1978 onder regie van John DeBello. De film is een parodie op B- en horrorfilms, in het bijzonder op The Birds van Alfred Hitchcock. Het verhaal gaat over tomaten die in opstand komen tegen de mensheid.

## Rolverdeling
| Acteur                | Personage               |
| --------------------- | ----------------------- |
| David Miller          | Mason Dixon             |
| George Wilson         | Jim Richardson          |
| Sharon Taylor         | Lois Fairchild          |
| Stephen Peace         | Wilbur Finletter        |
| Ernie Meyers          | de president            |
| Eric Christmas        | Senator Polk            |
| Ron Shapiro           |                         |
| Al Sklar              | Ted Swan                |
| Jerry Anderson        | Mills                   |
| Jack Riley            | Von Schauer             |
| Gary Smith            | Sam Smith               |
| John Qualls           |                         |
| Geoff Ramsey          |                         |
| Ryan Shields          |                         |
| Benita Barton         | Gretta Attenbaum        |
| Don Birch             |                         |
| Tom Coleman           |                         |
| Art K. Koustik        |                         |
| Jack Nolen            | Senator McKinley        |
| Paul Oya \|. Nokitofa |                         |
| Robert Judd           |                         |
| Byron Teegarden       | Morrison                |
| Michael Seewald       | Cameraman               |
| Steve Cates           | Greg Colburn            |
| Dean Grell            | Miss Potato Famine 1922 |

## Vervolgen
De film kreeg drie vervolgen, gemaakt door dezelfde regisseur en schrijvers:
- Return of the Killer Tomatoes in 1988
- Killer Tomatoes Strike Back in 1990
- Killer Tomatoes Eat France in 1991

Verder werd het verhaal in 2008 in stripvorm uitgegeven en werden er twee computerspellen en een tekenfilmserie op gebaseerd. De film werd zelf weer geparodieerd in 1997 in het kinderboek Attack of the Killer Potatoes.